# Lunderskov
Lunderskov – miasto w Danii, w regionie Dania Południowa, w gminie Kolding.
W mieście jest stacja kolejowa Lunderskov.